# Gianluca Rocchi
Gianluca Rocchi (sinh tại Florence, 25 tháng 8 năm 1973) là một cựu trọng tài bóng đá người Ý.
Trong bảng xếp hạng của International Federation of Football History & Statistics (IFFHS) vào năm 2013, ông xếp thứ 10 trong số những trọng tài tốt nhất thế giới..

## Tiểu sử
Thuộc bộ phận AIA của Florence, được đào tạo từ trường trọng tài Florentine, mà trong thời gian gần đây đã gặp các trọng tài quan trọng khác như Gino Menicucci và Luciano Luci.
Ông nói đến CAN vào năm 2000, và chỉ sau 3 mùa và 38 trận đấu trực tiếp ở Serie C1 (mà phải được thêm vào trận chung kết play-off của loạt trận ở giải Serie C2 giữa Rimini và Gubbio năm 2003) được thăng hạng mục cao hơn sau một quyết định của sau đó của Maurizio Mattei. Sự ra mắt tại Serie A đã diễn ra trong mùa giải 2003-2004, đội hình đầu tiên của đội hình kỹ thuật mới, vào ngày cuối cùng ông bắt Lecce - Reggina.
Năm sau, ông đã giành được " Giải thưởng Bernardi Giorgio " cho trọng tài mới xuất thân trẻ xuất sắc nhất Serie A. Sau một giải thưởng với một vài lần xuất hiện thoáng qua trong trận đấu hàng đầu, cũng vì cơ chế trọng tài trong những trận hòa (thích hợp cho ít để có được kinh nghiệm tại trọng tài trẻ), Rocchi đạt trưởng thành đầy đủ trong giải đấu 2006-2007, trong đó có xung đột chủng tộc giữa các chủng tộc khác, trong đó có cuộc gặp gỡ giữa Genoa và Napoli, quyết định đối với việc lấy suất đến từ Serie B đến Serie A.
Mùa giải đó đã mở ra một cách tồi tệ nhất cho ông, sau khi tham gia vào cuộc điều tra của Calciopoli, liên quan đến trận đấu A Chievo - Lazio, được bổ sung vào năm 2005. Quá trình thể thao kết thúc với sự miễn nhiệm của giám đốc chủng tộc Tuscan và Cũng theo Rocchi, toà án Naples đã tuyên án trắng án gian lận trong năm 2007, nhưng không giống như các đồng nghiệp khác, Rocchi chưa bao giờ bị đình chỉ, thậm chí không như một biện pháp phòng ngừa, bởi AIA, mà luôn luôn bị thuyết phục về tổng số của nó (không liên quan đến sự kiện tranh chấp).
Trong những năm gần đây, ông đã tiến hành nhiều trận "cổ điển" của giải Vô địch Ý, bao gồm hai derby Milan, 3 trận Juventus-Inter, 5 trận derby Roma, 5 trận derby della Mole, 1 trận derby della Lanterna, 4 trận Milan-Juventus, 5 trận Juventus-Roma, 1 trận Inter-Rome, 3 trận Roma-Milan, Milan-Napoli 3, 4 trận derby Napoli, 4 trận Juventus-Napoli 3 trận Roma-Napoli và playoff-xúc tiến của loạt B năm 2008 giữa Lecce và Albinoleffe. Từ ngày 1 tháng 1 năm 2008 ông đã được đưa vào danh sách trọng tài quốc tế của Ý. Nó đã là một kỷ lục đặc biệt chỉ là Ý phụ trách chỉ sau ba ngày hai trận đấu cùng ngày của mùa giải (nó đã xảy ra vào dịp các ngày thứ 12 của giải vô địch serie A 2008-2009, với hướng dẫn tại của Juventus- Genoa trước và Roma-Lazio sau đó).
Vào tháng 7 năm 2009, ông nhận được từ AIA giải Giovanni Mauro, đề xuất của FIGC và dè dặt với trọng tài đã tự phân biệt nhất trong mùa giải trước.

## 2010-nay
Ngày 12 tháng 5 năm 2010, ông được bổ nhiệm làm trọng tài thứ tư tại trận chung kết Europa League tại Hamburg giữa Atlético Madrid và Fulham, do Nicola Rizzoli chỉ đạo. Từ ngày 1 tháng 7 năm 2010, ông được xếp vào danh sách trọng tài của UEFA. Vào ngày 3 tháng 7 năm 2010, với việc tách CAN AB ở CAN A và CAN B, ông đã được đưa vào đội ngũ nhân viên CAN A.
Vào tháng 9 năm 2010, ông đã ra mắt lần đầu tiên trong vòng đấu bảng của UEFA Champions League, chỉ đạo một trận đấu giữa đội bóng Đức Schalke 04 và Benfica của Bồ Đào Nha. Vào cuối mùa giải 2010-2011, ông cũng được chọn để cầm còi bán kết Europa League giữa Villarreal và Porto.
Tháng 3 năm 2012, ông được chính thức chọn là một trong những trọng tài của Euro 2012, trong đó có đồng hương Nicola Rizzoli. Tháng 4 cùng năm đó, ông được mời gọi, lần đầu tiên, chỉ đạo một trận tứ kết Champions League, trong trận lượt về tại sân vận động Santiago Bernabeu, giữa Real Madrid và APOEL.
Vào tháng 4 năm 2012 FIFA đã đưa ông vào danh sách đầu tiên được chọn trước cho World Cup 2014, và Giải bóng đá nam của Thế vận hội Luân Đôn 2012. Đối với trọng tài Ý, đó là kinh nghiệm đầu tiên ở cấp độ liên lục địa. Nhân dịp này, ông được giao cho hai trận đấu (ngoài hai trận khác, cụ thể là Nhật Bản - Morocco (1-0) và Mexico - Thụy Sĩ (1-0), nơi ông là trợ lí thứ tư): một trận đấu bảng (Brazil - Ai Cập (3-2)) và bán kết diễn ra tại Wembley, trước hơn 80.000 khán giả, là trận đấu giữa Mexico và Nhật Bản, kết quả là 3-1 cho đội bóng Trung Mỹ, sau đó là nhà vô địch của giải đấu.

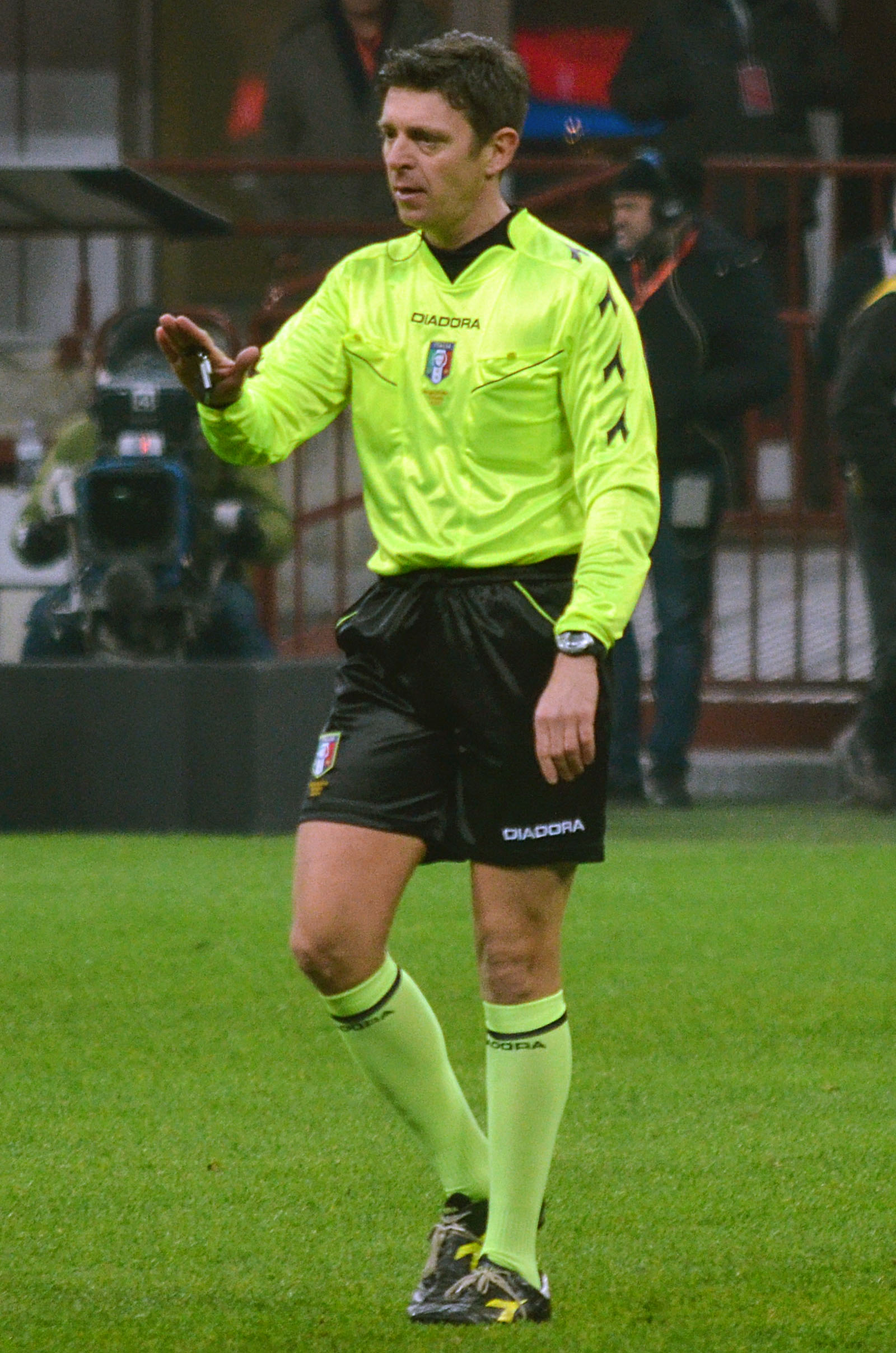
Rocchi trong trận giữa và (0-1) có giá trị cho vòng tứ kết của

Sau trải nghiệm ở Thế vận hội Olympic, UEFA và FIFA luôn giữ mối quan tâm cao đối với ông; chỉ tính riêng trong tháng mười, ông đã cầm còi hai trận của Champions League ở Tây Ban Nha (Valencia - Lille (2-0) và Barcelona - Celtic (2-1)) và các trận của vòng loại World Cup giữa Ba Lan và Anh, kết quả là 1-1. Vào ngày 20 tháng 10 năm 2012, diễn ra vụ yêu cầu của Phó Chưởng lý về vụ kháng cáo của Calciopoli liên quan đến vị trí của Rocchi. Đối với người cầm còi đến từ Florentine, ngay cả sau khi trở về từ hình thức hoàn toàn trắng án, cần phải có 16 tháng tù. Vào ngày 5 tháng 12 năm 2012, câu xác nhận việc hoàn tất đầy đủ cho tay cầm còi người Florentine.
Vào ngày 11 tháng 11 năm 2012, ông chỉ đạo trận derby Rome giữa Lazio và Roma đã kết thúc với tỉ số 3-2. Vào ngày 21 tháng 11 năm 2012, ông đã cầm còi vòng bảng Champions League giữa Manchester City và Real Madrid chấm dứt với tỉ số 1-1. Ngày 12 Tháng Năm 2013 là "người phán xử" cuộc đua vô địch giữa Milan và Roma, đi vào lịch sử như trọng tài đầu tiên bao giờ hết để cấp phát một vòng chính thức của giải đấu bóng đá Ý, sau vụ phân biệt chủng tộc đã tăng lên từ các fan lập tức chống lại các cầu thủ Rossoneri Mario Balotelli. Việc tạm ngưng kéo dài khoảng hai phút, sau đó trận tiếp tục mà không có vấn đề.
Vào ngày 20 tháng 5 năm 2013, ông được bổ nhiệm làm trọng tài trong trận chung kết Champions League 2012-13, giữa Borussia Dortmund và Bayern Munich tại Wembley, do đồng hương Nicola Rizzoli làm trợ lí. Vào ngày 18 Tháng tám 2013, bổ nhiệm làm trọng tài chính lần đầu tiên trong sự nghiệp của mình ở Siêu Cup Ý diễn ra tại Sân Olimpico ở Rome giữa Juventus và Lazio. Trong tháng 10 năm 2013 ông được triệu tập bởi FIFA cho giải U-17 World Cup vào năm 2013. Ông cầm các trận giữa UAE và Honduras và giữa Nigeria chạm trán Iraq cho vòng đấu bảng, cuối cùng, cũng được đề cử cho một trong hai trận bán kết, cụ thể là giữa Argentina và Mexico.
Vào tháng 1 năm 2014, ông không được đưa vào danh sách trọng tài được lựa chọn cho World Cup 2014.
Ông trở lại làm trọng tài ở châu Âu vào ngày 26 tháng 8 năm 2014 trong trận play-off Champions League giữa Zenit St. Petersburg và Standard Liege. Vào ngày 9 tháng 9, ông đã ra mắt lần đầu tiên trong cấp độ ĐTQG năm 2016, cầm còi trận thi đấu giữa Séc và Hà Lan. Và cầm còi tại Champions League vào ngày 1 tháng 10 trận đấu giữa Arsenal và Galatasaray (4-1). Đối với trận đấu gây tranh cãi giữa Juventus - Roma vào ngày 05 tháng 10 năm 2014, ông bị treo giò hai vòng và trở lại làm trọng tài ở Serie A vào thứ 4 ngày 29 tháng 10 năm 2014.
Thứ 5 ngày 6 tháng 11 là sự trở lại với Europa League, chỉ đạo trận giữa đội bóng Bỉ Lokeren và đội bóng Thổ Nhĩ Kỳ Trabzonspor, kết thúc với tỉ số 1 - 1. Quay trở lại Champions League vào ngày 25 cầm còi trận APOEL và Barcelona (0-4 với một hat-trick của Messi).Sau khi nghỉ hè, ngay lập tức một nhiệm vụ quan trọng ở Champions League ở vòng đấu bảng thứ hai, trở lại cuộc đua: được hỗ trợ bởi trợ lý Di Liberatore và Cariolato - giống như Thế vận hội Olympic Luân Đôn 2012 - cầm còi trận giữa Barcelona và Manchester City. Vào ngày 24 tháng 3 năm 2015, kháng cáo của Cassation đối với việc không chấp thuận cho Calciopoli đã bị tuyên bố là không chấp nhận. Để giành chức vô địch Châu Âu năm 2016, UEFA đề cử anh vào trận đấu ở Lisbon vào chủ nhật 29 tháng 3 năm 2015 - Bảng I - giữa Bồ Đào Nha và Serbia ra mắt châu Âu trong mùa giải 2015-16, cụ thể là 25 tháng 8 năm 2015 trong cuộc đua cho trận play-off trở lại pChampions League giữa Dinamo Zagreb - người chiến thắng trong trận lượt đi 2-1 - và đội bóng Albania là Skënderbeu.

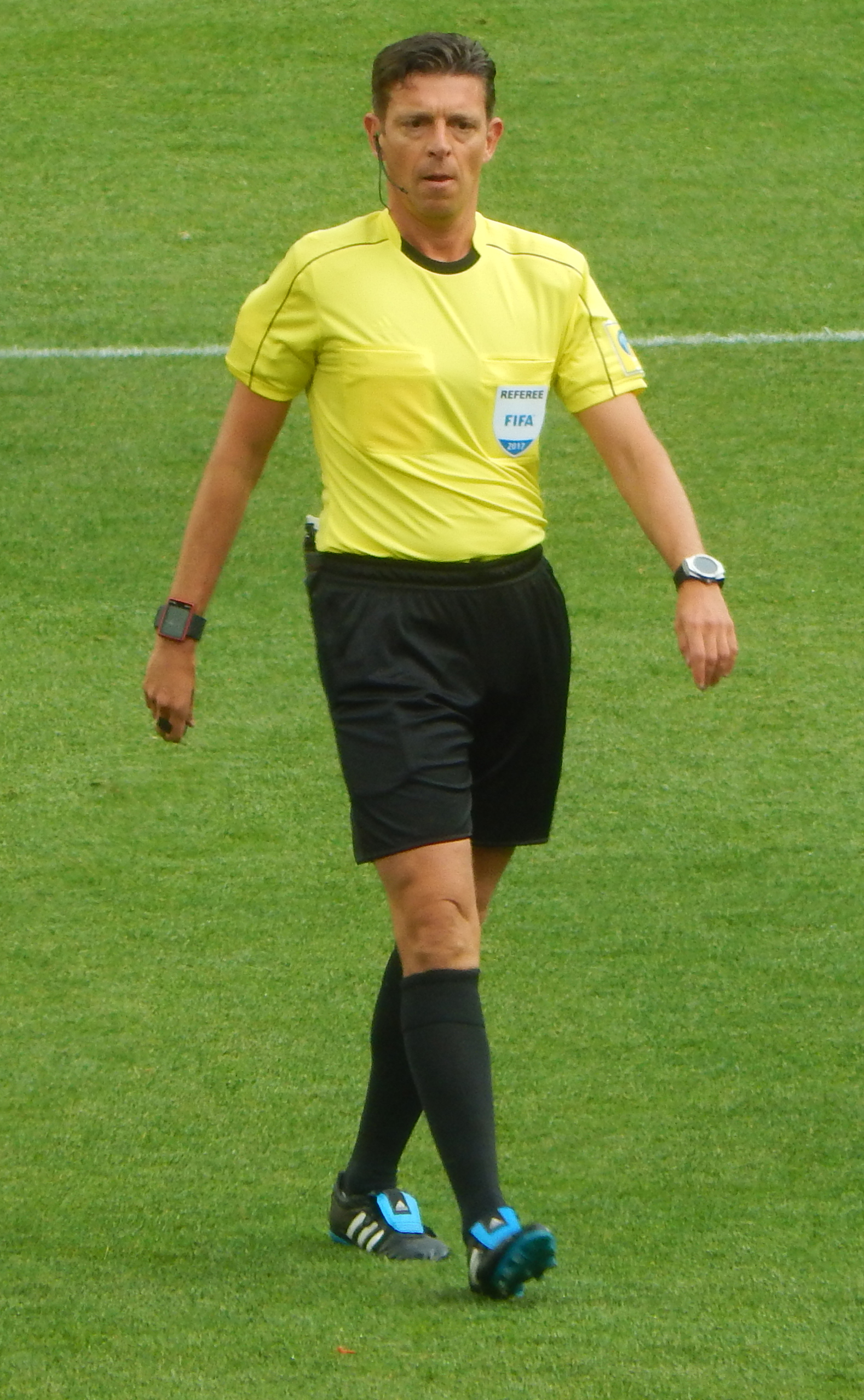
Rocchi trong trận Chilê và Úc (1-1) tại vòng bảng của FIFA Confred Cup 2017

Để giành chức vô địch châu Âu năm 2016 cho các quốc gia, ông được đề cử trực tiếp cuộc đua trong bảng E giữa Anh và Thụy Sĩ vào ngày 8 tháng 9 năm 2015 tại Wembley: nhân dịp ông sẽ được trợ giúp bởi những trợ lý tương tự với ông tại Thế vận hội Olympic Luân đôn 2012, đó là Elenito di Liberatore và Gianluca Cariolato. Trở lại Champions League vào thứ Tư, ngày 30 tháng 9 tại sân vận động Vicente Calderon ở Madrid, nơi mà, như là một trận của bảng C, sẽ có mặt trên sân vận động để theo hướng Atletico Madrid - Benfica. Ông trở lại trực tiếp vào vòng loại cuối cùng của Euro 2016 vào ngày 13 tháng 10 năm 2015: đối với bảng A ở Konya, ông chỉ đạo cuộc chiến giữa Thổ Nhĩ Kỳ và Iceland.Nhiệm vụ mới tại Champions League vào ngày 4 tháng 11 năm 2015: cho vòng thứ tư của bảng F (nhóm F) sẽ được lên sân cho trận đấu quan trọng Bayern Munich - Arsenal. Vẫn còn trong tháng mười một, ngày 25, vẫn còn là một trọng tài chính trong Champions League cho bảng "B": sự cầm còi cho trận CSKA Moscow - Wolfsburg.Sau khi nghỉ đông, ngay lập tức một nhiệm vụ quốc tế quan trọng. Vào ngày 16 tháng 2 năm 2016 sẽ là trên sân khấu (vẫn còn trong Champions League) đến Lisbon cho trận lượt đi của vòng thứ hai giữa Benfica và Zenit cho dịp này sẽ được hỗ trợ bởi các trọng tài phụ tá và Di Liberatore Tonolini và Antonio Damato và Carmine Russo.Vào ngày 10 tháng 3, ông tham dự vòng loại, có giá trị cho vòng chung kết Europa League, trong số những người chủ nhà, đội bóng Tây Ban Nha là Villarreal và đội bóng Đức là Bayer Leverkusen. Các trợ lý của ông sẽ là Di Liberatore và Cariolato, Antonio Damato và Carmine Russo. Trở lại châu Âu vào thứ Tư ngày 6 tháng 4 cho một trận quan trọng: sẽ là trọng tài chính của chân trời đầu tiên của tứ kết Champions League giữa Wolfsburg và Real Madrid. Các trợ lí không thay đổi: Di Liberatore và Cariolato và hai vợ chồng Damato - Russo là trợ lý. Tháng 5 năm 2016, ông được đề cử lần đầu tiên trong sự nghiệp của mình cho trận chung kết cúp quốc gia Italia, được tổ chức tại Rome vào ngày 21 tháng 5 năm 2016 giữa Milan và Juventus. Tháng 5 năm 2017, ông được đề cử lần thứ hai trong sự nghiệp của mình sau năm 2011 cho trận bán kết UEFA Europa League. Nhân dịp này ông đã chỉ đạo trận đấu đầu tiên giữa Ajax và Lyon. Trong cùng tháng, FIFA đã công bố cuộc gọi vào Confred Cup 2017, dự kiến vào tháng 6 năm 2017 tại Nga .Ông được chỉ định làm trọng tài thứ tư trong trận chung kết Europa League 2016-2017,.Trong lịch sử của AIA Florence là một trong những người trực tiếp cầm còi nhiều trận nhất tại Serie A: khi kết thúc mùa giải 2016-2017, có 214 lần cầm còi ở Serie A.Vào ngày 20 tháng 7 năm 2017, UEFA tuyên bố ông đã được bổ nhiệm vào Siêu Cup châu Âu 2017, sẽ được tổ chức vào ngày 8 tháng 8 tại Skopje giữa Real Madrid và Manchester United. Cùng với ông là các trợ lý Elenito Di Liberatore và Mauro Tonolini, Davide Massa (trợ lí bổ sung) và Massimiliano Irrati, Clément Turpin là trọng tài thứ tư và trợ lý Riccardo Di Fiore. Đây là trận chung kết đầu tiên tại giải đấu cấp châu Âu cho tay cầm còi từ Florentine. Vào tháng 8 năm 2017, sau khi Nicola Rizzoli rút lui,ông được bầu bởi đại diện AIA của các trọng tài tốt, có quyền tham dự các cuộc họp của Ủy ban Quốc gia của Hiệp hội. Trong tháng 11 năm 2017 ông được bổ nhiệm bởi FIFA chỉ đạo một trận play-off UEFA hợp lệ lấy tấm vé đến Nga vào năm 2018, đặc biệt là trận lượt đi giữa hai đội tuyển quốc gia là Croatia và Hy Lạp.